# Трі-Лейкс (Флорида)
Трі-Лейкс (англ. Three Lakes) — переписна місцевість (CDP) в США, в окрузі Маямі-Дейд штату Флорида. Населення — 16 540 осіб (2020).

## Географія
Трі-Лейкс розташоване за координатами 25°38′34″ пн. ш. 80°24′0″ зх. д. / 25.64278° пн. ш. 80.40000° зх. д. (25.642770, -80.399964).  За даними Бюро перепису населення США в 2010 році переписна місцевість мала площу 9,98 км², з яких 8,29 км² — суходіл та 1,70 км² — водойми.

## Демографія
Згідно з переписом 2010 року, у переписній місцевості мешкало 15 047 осіб у 4961 домогосподарстві у складі 3973 родин. Густота населення становила 1507 осіб/км².  Було 5342 помешкання (535/км²).
Расовий склад населення:
| - 78,1 % — білих - 10,4 % — чорних або афроамериканців - 4,6 % — азіатів - 0,2 % — корінних американців - 3,3 % — осіб інших рас |

До двох чи більше рас належало 3,3 %. Частка іспаномовних становила 65,4 % від усіх жителів.
За віковим діапазоном населення розподілялося таким чином: 26,8 % — особи молодші 18 років, 66,1 % — особи у віці 18—64 років, 7,1 % — особи у віці 65 років та старші. Медіана віку мешканця становила 33,7 року. На 100 осіб жіночої статі у переписній місцевості припадало 89,7 чоловіків;  на 100 жінок у віці від 18 років та старших — 83,4 чоловіків також старших 18 років.
Середній дохід на одне домашнє господарство  становив 81 037 доларів США (медіана — 67 509), а середній дохід на одну сім'ю — 84 098 доларів (медіана — 68 125). Медіана доходів становила 46 529 доларів для чоловіків та 40 893 долари для жінок. За межею бідності перебувало 9,3 % осіб, у тому числі 9,0 % дітей у віці до 18 років та 10,5 % осіб у віці 65 років та старших.
Цивільне працевлаштоване населення становило 8778 осіб. Основні галузі зайнятості: освіта, охорона здоров'я та соціальна допомога — 19,2 %, роздрібна торгівля — 15,2 %, науковці, спеціалісти, менеджери — 13,4 %, фінанси, страхування та нерухомість — 11,9 %.